# 캐서린 메니그
캐서린 메니그(Katherine Moennig, 1977년 12월 29일 ~ )는 미국의 배우이다.

## 출연 작품

### 영화
- Slo-Mo (2001) - 단편
- 쉬핑 뉴스 (2001)
- 러브 더 하드 웨이 (2001, Love the Hard Way)
- 아트 스쿨 컨피덴셜 (2006)
- 에브리바디스 파인 (2009)
- 링컨 차를 타는 변호사 (2011)
- 로스트 (2012)
- Default (2014)
- My Dead Boyfriend (2016)
- Lane 1974 (2017)

### 텔레비전
- 엘 워드 (2004-09)
- 쓰리 리버스 (2009-10, Three Rivers)
- 덱스터 (2010)
- 레이 도노반 (2013-19)